# Цигикал Олексій Миколайович
Олексі́й Микола́йович Циги́кал (Цигикало) (10 грудня 1976 — 17 квітня 2015) — підполковник Збройних сил України.

## Життєвий шлях
Народився в селі Перемога Глухівського району. Командир бригадної артилерійської групи — заступник командира 14-ї окремої механізованої бригади. Проживав у місті Володимир-Волинський.
Дивізіон реактивних систем залпового вогню БМ-21 «Град» під його орудою брав участь у ліквідації терористів та десятків одиниць бойової техніки, ворожих укріплень, складів озброєння та військового майна. Пізніше був переведений на посаду полковника, передав дивізіон, та почав формувати БрАг в 14 ОМБр.
Загинув у автомобільній пригоді 16 квітня 2015-го на автодорозі Городище — Рівне — Старокостянтинів поблизу села Великий Житин — автомобіль Mitsubishi Pajero Sport, у якому троє військовиків поверталися на Рівненський полігон, зіткнувся з автомобілем Nissan Maxima. Підполковник Олексій Цигикал помер у лікарні міста Рівне від травм.
Без батька лишився син Сергій 2000 р.н.
Похований у Володимирі-Волинському на Федорівському крадовищі.

## Вшанування
- відзнака «За заслуги перед містом Володимир-Волинський» (посмертно), вересень 2015
- почесний громадянин Володимира-Волинського (посмертно), вересень 2015
- Переможненська сільська рада перейменувала вулиці Радянську й Першотравневу у вулиці Олексія Цигикала й Олега Ковбаси.